# Cal Berengueres
Cal Berengueres és una masia situada al municipi de Sallent a la comarca del Bages.